# تاریخچه پذیره شعر فردوسی
فردوسی بزرگ از بزرگ‌ترین چامه‌سرایان و حماسه‌سرایان ادبیات پارسی و جهانی است. شاهنامه که شاهکار اوست، برابر با حماسهٔ هومر دانسته می‌شود و نام او را همان‌گونه که خودش پیش‌بینی کرده‌است، جاویدان ساخته است.
| نمیرم از این پس که من زنده‌ام |  | که تخم سخن را پراکنده‌ام      |
| بناهای آباد گردد خراب        |  | ز باران و از تابش آفتاب      |
| پی افکندم از نظم کاخی بلند   |  | که از باد و باران نیابد گزند |

## دیدگاه‌ها
با شناخته شدن شاهنامه ستایش از فردوسی در شعرها و نوشتارهای بسیاری از شاعران و سخن سرایان همه دورها از سعدی سخن سرای بزرگ سدهٔ هفتم و پیش از او گرفته تا به امروز همچنان ادامه دارد.

## دیدگاه غلامحسین ابراهیمی دینانی در بارهٔ فردوسی
غلامحسین ابراهیمی دینانی از مرکز سعدی شناسی با آوردن شعری منتسب به جامی که از فردوسی و انوری و سعدی هر سه به عنوان پیامبران شعر فارسی یاد شده می‌نویسد:

در میان شعرا، شاعر سه تن را پیامبران شعر فارسی دانسته است که ممکن است قابل بحث باشد و کسانی پیامبران شعر فارسی را غیر از این سه تن بدانند. در مورد فردوسی کوچک‌ترین تردیدی نمی‌شود رواداشت چرا که اگر فردوسی نبود، زبان فارسی وجود نداشت تا ما بتوانیم بهتر و بدتر کنیم. شاید در مورد انوری جای بحث باشد و کسانی شخص دیگری را به جای او بگذارند با عنوان «پیغمبر شعر فارسی»

## دیدگاه احمد شاملو دربارهٔ فردوسی
احمد شاملو در فروردین‌ماه ۱۳۶۹ در جلسه‌هایی در دانشگاه برکلی کالیفرنیا با بیان سخنانی پیرامون شاهنامه به گفتگوهای زیادی دامن زد. او دربارهٔ ضحاک گفت:
«ضحاک در دورهٔ سلطنت خودش که درست وسط دوره‌های سلطنت جمشید و فریدون قرار داشته طبقات را در جامعه به هم ریخته بوده‌است. حضرت فردوسی در بخش پادشاهی ضحاک از اقدامات اجتماعی او چیزی بر زبان نیاورده، به همین اکتفا کرده‌است که او را پیشاپیش محکوم کند و در واقع بدون این‌که موضوع را بگوید و حرف دلش را بر دایره بریزد، حق ضحاک بینوا را گذاشته کف دستش دو تا مار روی شانه‌هایش رویانده…»
شاملو بر این باور بود که ضحاک با رهبری توده‌های مردم، علیه نظام طبقاتی جمشید قیام کرده و کاوه فردی ضدانقلابی و در برابر توده‌های مردم بوده‌است. او می‌گوید:
«ضحاک فردوسی درست همان گئومات غاصبی است که داریوش از بردیا ساخته بود… می‌بینید دوستان، که حکومت ضحاک افسانه‌ای با بردیای تاریخی را ما به غلط و به اشتباه مظهری از حاکمیت استبدادی و خودکامگی و ظلم و جور و بیداد فردی تلقی کرده‌ایم. به عبارت دیگر شاید تنها شخصیت باستانی خود را که کارنامه‌اش به شهادت کتیبه بیستون و حتی مدارکی که از خود شاهنامه استخراج می‌توان کرد سرشار از اقدامات انقلابی توده‌ای است، بر اثر تبلیغات سوئی که فردوسی بر اساس منافع طبقاتی و معتقدات شخصی خود برای او کرده به بدترین وجهی لجن‌مال می‌کنیم و آنگاه کاوه را مظهر انقلاب توده‌ای به حساب می‌آوریم. درحالی‌که کاوه در تحلیل نهایی عنصری ضد مردمی است.»

## بازپیرایی بهرام بیضایی
بهرام بیضایی در کتاب هزارافسان کجاست؟ این نگرش را -که با برخوانی «اژدهاک» از خودش و با مقالهٔ علی حصوری در روزنامه کیهان در سه شنبه ۲۱ تیر ماه ۱۳۵۶ آغاز شده بود- پذیرفتنی نمی‌یابد و آن را دنباله دگرگشت‌های اسطوره این بار به شکل «اژدهای شورشی» در روزگار نو می‌داند. پی آوردِ سوّم هزارافسان کجاست؟ با نام «اژدهای شورشی» این موضوع را به تفصیل می‌کاود.

## نگرش جلال خالقی مطلق
جلال خالقی مطلق نیز در گفتگویی باور شاملو را نادرست و نشانهٔ ناآگاهی‌اش از شاهنامه دانسته.

## دیدگاه فریدون جنیدی
فریدون جنیدی در پاسخ به اظهارات شاملو ضمن رد آن، باور دارد که ضحاک یک شخص نیست، بلکه بیانگر دورهٔ پادشاهی بابلیان بر ایران است که هزار سال به درازا کشیده‌است.

## مخالفان فردوسی
در همان سال‌های آغازین پس از مرگ فردوسی دشمنی با شاهنامه آغاز شد و بیشتر به خاطر سیاست‌های ضد ایرانی دربار عباسیان و مدارس نظامیه ادامه یافت. همچنین سلطان محمود پس از گشایش ری در سال ۴۰۷ خورشیدی، مجدالدولهٔ دیلمی را به خاطر خواندن شاهنامه سرزنش کرده است. جامی پنج سده پس از آن، به این موضوع اشاره کرده است:
| برفت شوکت محمود، در زمانه نماند |  | جز این فسانه که نشناخت قدر فردوسی |

نویسندگانی نیز، از دسته عبدالجلیل رازی قزوینی که شیعه بوده است، شاهنامه را «مدح گبرکان» دانسته‌اند و خواندن آن را «بدعت و ضلالت». شاعران دیگری نیز، ازجمله فرخی سیستانی («گفتا که شاهنامه دروغ است سربه‌سر»)، معزی نیشابوری (با عطار نیشابوری که از دوست‌داران فردوسی بود، اشتباه نشود) و انوری («در کمال بوعلی نقصان فردوسی نگر/هر کجا آید شفا شهنامه گو هرگز مباش») احتمالاً به دلیل دلبستگی ممدوحان‌شان به ردّ فردوسی، شاهنامه را دروغ، ناقص، یا بی‌ارزش دانسته‌اند.

## دوست‌داران فردوسی
با وجود برخی بی‌مهری‌ها که دربارهٔ فردوسی وجود داشته‌است و در نتیجهٔ آن بسیاری از منابع نامی از فردوسی یا شاهنامه نیاورده‌اند، در بخش‌هایی که حکومت عباسیان در آن‌ها نفوذ کمتری داشته است، از شبه‌قاره هند گرفته تا سیستان، آذربایجان، اران، و آسیای صغیر، کسانی از فردوسی یاد کرده‌اند یا او را ستوده‌اند. از جمله مسعود سعد سلمان گزیده‌ای از شاهنامه تهیه کرد و نظامی عروضی در میانهٔ سده ششم هجری نخستین شرح حال موجود از فردوسی را در چهار مقاله نوشت. نزدیک سال ۶۰۱ خورشیدی نیز گزیده‌ای از شاهنامه در شام به دست بنداری اصفهانی به عربی برگردانده شد. عطار نیشابوری در بخش بیست و دوم اسرارنامه با اشاره به بی‌مهری ها به فردوسی، او را ستوده است:
| خطم دادند بر فردوس اعلی   |  | که فردوسی بفردوس است اولی   |
| خطاب آمد که ای فردوسی پیر |  | اگر راندت ز پیش آن طوسی پیر |
| پذیرفتم منت تا خوش بخفتی  |  | بدان یک بیت توحیدم که گفتی  |

پس از حملهٔ مغول و انقراض عباسیان توجه به شاهنامه در محافل رسمی نیز افزایش یافت و از جمله حمدالله مستوفی در اوایل قرن هشتم هجری در دوران ایلخانان تصحیحی از شاهنامه بر اساس نسخه‌های مختلفی که یافته بود ارائه کرد. در دوران تیموریان نیز، در سال ۸۰۴ شمسی در هرات، به دستور شاهزادهٔ تیموری بایسنغر میرزا نسخهٔ مصوری از شاهنامه تهیه شد و احتمالاً تعداد زیادی از روی آن نوشته شد.
صفویان با توجه به این که شیعه و ایرانی بودند، توجه خاصی به فردوسی کردند که تا امروز ادامه یافته‌است. شاه اسماعیل یکم علاقهٔ ویژه‌ای به شاهنامه داشت و خواندن اشعار شاهنامه در میان قزلباشان و قبایل مختلف ایران مرسوم بود و شاه اسماعیل نام فرزندان خود را نیز از نام‌های شاهنامه انتخاب کرد (تهماسب، بهرام، القاس و …). ولی پس از مرگ او رسم شاهنامه‌خوانی در ایران جدی گرفته نشد و کمرنگتر شد.
پس از انقلاب ایران در ۱۳۵۷، بعضی انقلابیان به این دیدگاه که فردوسی شاه‌دوست بوده‌است یا شاهان را ستوده‌است از او بد گفته‌اند یا از شاهنامه انتقاد کرده‌اند؛ ولی این عده معدود هم از عقاید خود دست کشیدند. از محققان معاصر احمد شاملو نیز از شاهنامه انتقاد کرده‌است  که در پاسخ او عطاءالله مهاجرانی کتابی در دفاع از فردوسی و شاهنامه نوشت.
لوریس چکناواریان موسیقی دان برجسته ایرانی و سازنده اپرای رستم و سهراب، فردوسی و شکسپیر را به عنوان مفاخر ادبیات جهان دانست و گفت: نمی‌توان آنها را در یک کشور خاص محدود کرد.

## فردوسی از نگاه پروفسور کاول
«اوگوست امپراتور روم، گفته است من شهر روم را با آجر به دست آوردم و با مرمر آن را به جا گذاردم. فردوسی کشورش را فاقد ادبیات دید و در مقابل منظومه‌ای از خود باقی گذاشت که همهٔ شاعران پس از او، فقط توانستند از او تقلید کنند. اما هیچ‌کدام نتوانستند بر او برتری یابند و آن در واقع حتی با سبک‌های مختص به آن شاعران، می‌تواند برابری نماید و می‌توان گفت که تنها کتابی در آسیا است که همانند اشعار رزمی هومر در اروپا است … ابیات کتاب در ترکیب و ساخت، به نهایت درجه خوش‌آهنگ است و هرگز با تعبیرات نامطبوع و اصطلاحات نامأنوس آمیخته نیست و کلمات شدیداللحن در آن راه ندارد؛ و آن از آغاز تا پایان مانند صدای امواج یک رود روان ملایم، فوق‌العاده دلچسب و خوش‌آهنگ و با هماهنگی دلپذیری جریان دارد و هر یک از ابیات نظیر صدای دلنواز جریان آب به به حس شنوایی، لذت تازه‌ای می‌بخشد؛ و گویی ما در کرانه‌ای ایستاده و با دید حیرت به جهانی از احساس و اندیشه و عمل می‌نگریم که خود آن جهان برای همیشه از میان رفته و در زیر خاک خوابیده است، اما کاخ‌ها و قهرمانان آن مانند دریاچهٔ سحرآمیز الف‌لیله در زیر به طور مبهم به نظر می‌رسند.»

## فردوسی‌پژوهی
پس از تلاش حمدالله مستوفی در تصحیح شاهنامه در قرن هشتم و شاهنامهٔ بایسنقری در قرن نهم هجری، اولین تصحیح شاهنامه در کلکته صورت گرفت و بار اول به شکل ناقص در ۱۱۹۰ شمسی (توسط ماثیو لمسدن) و بار دوم به طور کامل در ۱۲۰۸ (به تصحیح ترنر ماکان انگلیسی) منتشر شد. از مصححان بعدی شاهنامه می‌توان از ژول مول فرانسوی، وولرس و لاندوئر هلندی، ی. ا. برتلس روس، نام برد. از مصححان ایرانی شاهنامه باید به عبدالحسین نوشین، مجتبی مینوی، محمد مختاری، و جلال خالقی مطلق و فریدون جنیدی اشاره کرد. ادوارد براون (ایران‌شناس نامدار انگلیسی) شاهنامه را مطابق ذوق خود نیافته است و صریحاً کمالات آن را انکار می‌کند.
به علت محبوبیت فردوسی، تحقیقات فراوانی دربارهٔ وی و شاهنامه منتشر شده‌است. ژول مول، تئودور نولدکه، سید حسن تقی‌زاده، هانری ماسه، فریتز ولف، محمدامین ریاحی، عبدالحسین نوشین، محمد قزوینی، و ایرج افشار از جملهٔ معروف‌ترین محققان دربارهٔ فردوسی هستند.
در میان شاهنامه‌پژوهان نامبرده، جلال خالقی مطلق، منقح‌ترین متن انتقادی شاهنامه را همراه با پژوهش‌ها و یادداشت‌های فراوان تهیه و منتشر کرده‌است. شاهنامه تصحیح وی همچنین به گفته برخی قویترین نسخه از شاهنامه‌است که به‌صورت انتقادی در ۸ جلد توسط انتشارات ایرانیکا منتشر گردید.
- هانس هاینریش شدر ایران شناس آلمانی در سخنرانی که به مناسبت کنگره فردوسی در در ۲۷ سپتامبر سال ۱۹۳۴ میلادی (پنجم مهرماه ۱۳۱۳ خورشیدی) به‌مناسبت هزاره فردوسی و در شهر برلین بر پا شده بود می‌گوید اشغال ایران توسط مغولان و از بین رفتن توان ایران پس از یک قرن استقلال از دلایل استقبال ایرانیان از شاهنامه و تلاش برای بازیابی هویت خویش توسط وی است. همچنین وی تشابه وضعیت ایرانیان در دران فردوسی با آلمان قرن نوزدهم را علت گرایش اندیشمندان آن کشور به سمت شاهنامه فردوسی و ترجمه آن به آلمانی می‌داند.[۱۳] اما به گفته بسیاری از ادیبان ایران، فردوسی بزرگترین اثر حماسی جهان یعنی شاهنامه را پدیدآورده است.

## جایگاه جهانی
فردوسی در تمام جهان شناخته شده و مورد احترام است. شاهنامهٔ فردوسی به بیشتر زبانهای زنده دنیا ترجمه شده است و حکم حماسهٔ شرق را دارد و همان‌طور که غربی‌ها حماسه هومر را ارج می‌نهند، مردم شرق نیز شاهنامه را می‌ستایند.